# くる病
くる病（くるびょう、独: Rachitis、佝僂病、痀瘻病）とは、ビタミンD欠乏や、何らかの代謝異常によって発症した、骨の石灰化障害である。典型的な病態は乳幼児の骨格異常で、小児期の病態を「くる病（rickets）」、骨端線閉鎖が完了した後の病態を「骨軟化症（osteomalacia）」と呼び、区別する。語源はギリシャ語の背骨を意味する rhakhis に由来する。

## 解説

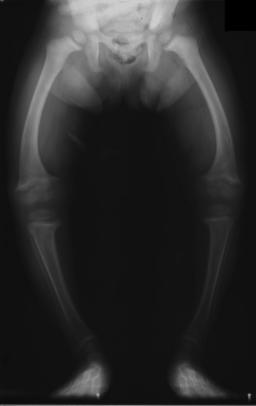
くる病（2歳児の脚）

主に黒色人種が、日射量の少ない高緯度地域に移住した場合で、かつ、食品からビタミンDの摂取量が充分ではない場合に、低緯度地域とは異なり太陽から受ける紫外線の量が相対的に不足し、皮膚で充分な量のビタミンDが生成しない結果、乳幼児にくる病が発生し得る。紫外線を美容のために避ける妊婦、母親、その母親から母乳栄養を与えられる乳幼児、紫外線を皮膚で吸収しやすい有色人種でも発生しやすい。また、ヒトだけでなく、イヌ・ネコ・ネズミ・トカゲなど若年の脊椎動物でも起こり得る。
くる病は17世紀のイギリスで初めて報告された。第二次世界大戦前の日本では、背むし（背虫、傴僂）とも呼ばれていたが、現代では差別用語として認識されている。
くる病を発症した小児は、骨端部 (epiphysis) 成長板 (growth plate) 軟骨の骨化 (endochondral ossification) 障害を起こし、見た目の変化として、脊椎や四肢骨の弯曲や変形が起こる。なお、骨の成長が終わった後に発症した同様の病態を、骨軟化症と言う。骨軟化症は、骨粗鬆症を合併する可能性も有る。
ヒトにおける、くる病も骨軟化症も、その原因は幾つか考えられる。例えば、ビタミンDの欠乏、腎障害や肝障害などに伴うビタミンDの活性化障害のような、ビタミンDに関連した原因が挙げられ、この場合には、活性化されたビタミンDの不足により、腸管からのカルシウムの吸収障害が起こり、くる病や骨軟化症の原因になり得る。また、手術などによって、消化管の大規模な切除を行った場合にも、カルシウムなどの吸収障害が発生し、くる病や骨軟化症が起こる場合もある。他に、腎疾患により、腎臓で原尿からのカルシウムの再吸収に障害が起き続けている場合などのように、腎障害が原因で、くる病や骨軟化症が続発する場合もある。このように、原因が異なる、くる病や骨軟化症が存在するため、その治療は、原因に応じて適切に選択する必要がある。

## 原因
遺伝性、後天性、薬剤性に大別できる。

### 遺伝性
ビタミンD依存型くる病I型・II型、低リン血症性くる病が有る。
- ビタミンD依存型くる病I型・II型 - 常染色体劣性遺伝形式
- 低リン血症性くる病は - X染色体優性遺伝

X染色体異常による低リン血症性骨軟化症が最も多く、遺伝性のファンコーニ症候群と呼ばれる。遺伝性ビタミンD依存性くる病が複数タイプ存在している。

### 後天性
後天的要因の典型的な原因は、不適切な食習慣で、ビタミンDやカルシウムなどの摂取不足が起きた場合である。なお、骨塩の成分の摂取不足は補えないものの、ビタミンDの場合は、皮膚が紫外線を受けた事で補える。ヒトの場合、プロビタミンD3 (7-dehydrocholesterol) と波長290 nmから315 nmの紫外線によって、皮膚でビタミンDが生成する。しかしながら、仮に皮膚でビタミンDが生成しても、何らかの理由で肝臓や腎臓でのビタミンD活性化が充分に行えなくなった場合には、この方法では補えない。他にも、様々な要因が有る。
1. 食習慣（栄養型） - カルシウムの摂取不足。ビタミンDの摂取不足。
  - 臨床症状の発症に至る場合、通常は紫外線（日光）への暴露およびビタミンD摂取が不充分な状態が同時に起きている。
2. 吸収障害
  - 体内での活性化されたビタミンDの不足以外に、消化管に障害を有するためにカルシウムなどを充分に吸収できない事が原因の場合もある[6]。
3. 代謝異常[9]による吸収低下やリン酸排泄量の過剰、ビタミンD効果への抵抗性、
  - 腎尿細管疾患、低リン血症[10]、慢性代謝アシドーシス、副甲状腺機能亢進症[11]、ファンコーニ症候群
4. 妊娠
  - 妊婦は、胎児へ骨塩も供給するために、骨軟化症が起こり得る[注釈 3]。
5. 低出生体重児 - 1000 g以下の低出生体重児や1500 g以下の極小未熟児においても頻発する[12]。
6. 薬剤性
  - 抗てんかん薬の副作用[13][14][15]、抗B型肝炎ウイルス薬[16]、貧血に対する鉄剤[17]などで報告されている。

## 症状
全年齢層で、筋肉痛、筋力低下、骨の痛みなどが起きる可能性がある。
- 骨変形
  - 頭部 - 頭蓋癆（頭蓋骨の軟化）、大泉門解離・閉鎖不全
  - 胸部 - くる病数珠（肋骨の骨軟骨結合部の拡大）、漏斗胸、鳩胸
  - 四肢 - O脚、X脚
  - 脊柱 - 側彎、前彎、後彎
  - 歯 - エナメル質の形成不全。
- 低カルシウム血症
  - 副甲状腺機能亢進症 - 低カルシウム血症を改善すべく副甲状腺が活性化し、骨からのカルシウム動員を盛んにする。放置すると骨軟化症は悪化する。
  - テタニー - 低カルシウム血症に伴う痙攣。
  - 筋緊張低下 - 筋肉の収縮にはカルシウムイオンが欠かせない。

その他に、低成長、蛙腹、不穏などの症状を引き起こす場合もある。

## 診断
- 触診 - 例を挙げると、乳児では頭蓋骨全体が軟化（頭蓋癆）するため、後頭および頭頂骨後方が柔らかく感じる。
- 血清中の 25-ヒドロキシビタミン D 濃度の測定[18]。25OHD などとも略記される。検査法による差違も指摘されているが、日本小児内分泌学会による『ビタミン D 欠乏性くる病・低カルシウム血症の診断の手引き』では 25OHD が 20 ng/mL (50 nmol/L) 以下の場合を血清 25OHD 値低値としている[19]。

## 治療
基本的には、食事指導なども行った上で、ビタミンD製剤と、カルシウム含有製剤の投与を行う。ただし、乳幼児の場合は、22,000 (IU/日)を超えるビタミンDの投与は、危険性が有ると指摘されている。また、ビタミンDの活性化障害が原因である場合には、体内での活性化が不要な、活性型のビタミンDを投与する必要があるなど、原因によって治療法が異なる場合もある。

### 副作用
- ビタミンD過剰症として、腎結石、高カルシウム血症、高リン血症
- サルコイドーシス[9]

## 後遺症
- 骨粗鬆症
- 1型糖尿病。乳児期の一過性の潜在性ビタミンD欠乏症が、将来の発症リスクを3倍に上昇させるとする研究がある[20]。

## 歴史
1890年（1892年）に宣教師医師セオボールド・パームは、エディンバラ大学に北欧の都市部、日本や他の熱帯諸国などのくる病の地域分布と日照量の比較から、日光に当たることで予防できるという報告を行った。1913年にウィスコンシン大学のハリー・スティーンボックやEdwin B. Hartは、乳しぼり用ヤギの屋外と屋内での比較から日照量が関係しているという確証を得た。
1919年、ドイツの研究者Kurt Huldschinskyは、人工的な紫外線により治療を行った。

### 栄養学的な研究
1824年、D. Scheutteが、くる病治療にタラの肝油を与えて治療を行った。
1918年、医師のエドワード・メランビーは、屋内で育てていた犬がくる病を起こし、それをタラの肝油を与えて改善することを発見し、食料に起因するものであると報告した。この研究に興味を持った、Elmer McCollumとMarguerite Davisは、1922年に当初改善に効果があると考えられたタラの肝油に含まれるビタミンAではなく、改善をもたらす栄養素にビタミンDと名前を付け、ビタミンDがくる病に効果があると報告した。

### 日本の歴史
日本において、初めて系統的に調査・研究が行われるようになったのは、1906年の富山県氷見地方におけるものであった。
2010年代に入ると乳児や妊婦にビタミンD欠乏から起きるくる病が多くみられるようになった。その理由として、紫外線による皮膚癌発症のリスク低減や美容を目的として、過度に紫外線を避ける生活習慣が広まったことが指摘された。つまり、妊婦がビタミンD欠乏症であると、胎児にも欠乏症が起きる。
また、人工乳を使用せずビタミンDが不足した母親から与えられる母乳のみを利用した授乳（完全母乳栄養）、アレルギー疾患対策として不適切な除去食によって、ビタミンD摂取量が不足する。また、未熟児を母乳だけで育てた場合にも発生し易い。

## くる病の人物

### 歴史
- アダン・ド・ラ・アル
- アルフォンソ・フロイラス
- ゴットフリート4世 (下ロートリンゲン公)
- インゲ1世 (ノルウェー王)
- ルートヴィヒ8世 (バイエルン公)
- マフムト1世
- ベンジャミン・レイ
- ゲオルク・クリストフ・リヒテンベルク
- マルガレーテ・フォン・バイエルン (1442-1479)
- チャールズ・プロテウス・スタインメッツ
- リチャード3世 (イングランド王)

### 創作
- アルプスの少女ハイジ - 登場人物の1人であるクララが罹患していたとされる。
- リボンの騎士 - 手塚治虫による少女漫画。登場人物の1人であるガマーが脊椎後彎症として描かれている。
- ノートルダム・ド・パリ - ヴィクトル・ユゴーの小説。
- リゴレット - ジュゼッペ・ヴェルディ作曲のオペラ。
- 道化師 - レオンカヴァッロ作曲のオペラ。
- 夜歩く - 横溝正史の小説。
- 戦場のメリークリスマス - 大島渚監督の映画。
- 暗黒館の殺人 - 綾辻行人の小説。
- 孤島の鬼 - 江戸川乱歩の小説。